# Międzynarodowa Komisja Lekarska

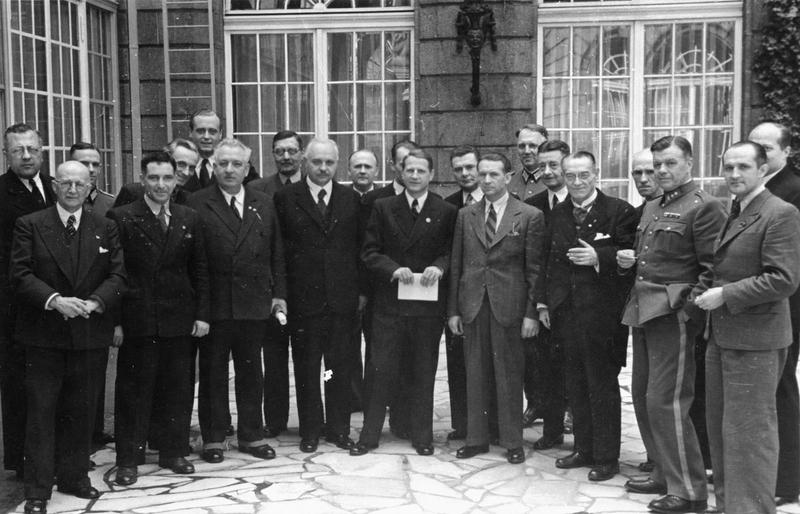
Członkowie Międzynarodowej Komisji Lekarskiej w Berlinie

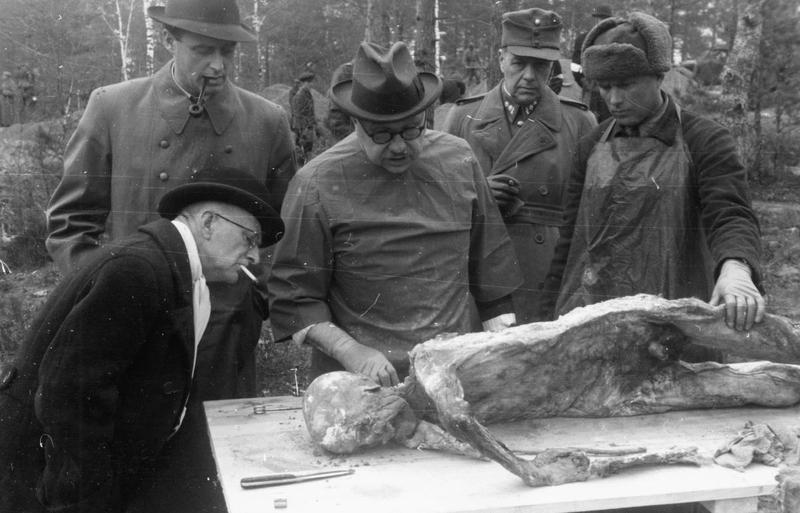
François Naville, Helge Tramsen, Ferenc Orsós i Arno Saxén badają zwłoki polskiego oficera w Katyniu

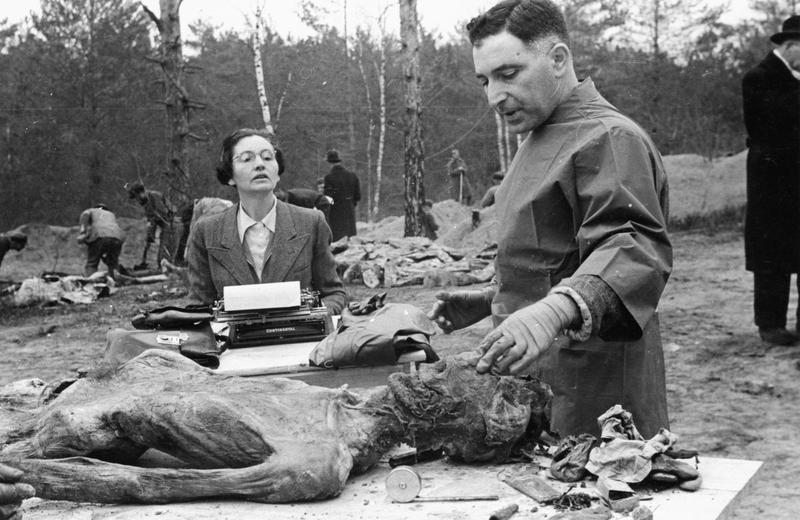
Vincenzo Mario Palmieri i jego asystentka podczas sekcji zwłok

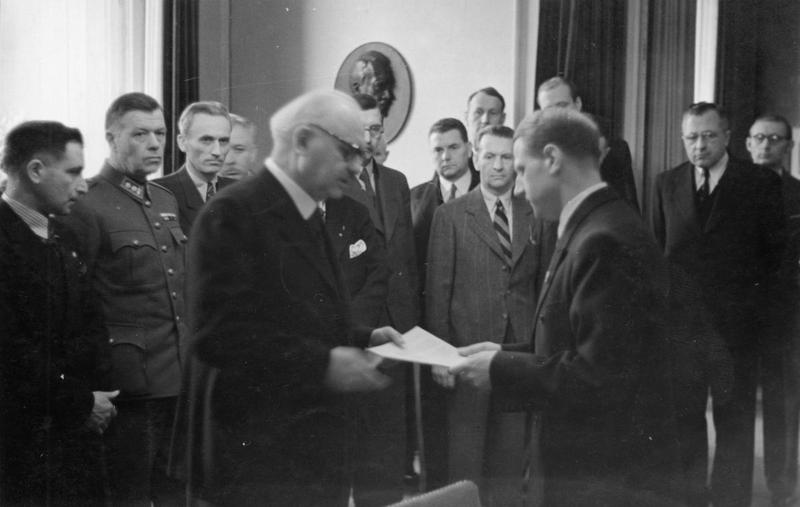
Ferenc Orsós wręcza w Berlinie ministrowi zdrowia Rzeszy Leonardo Contiemu, raport końcowy Międzynarodowej Komisji Lekarskiej

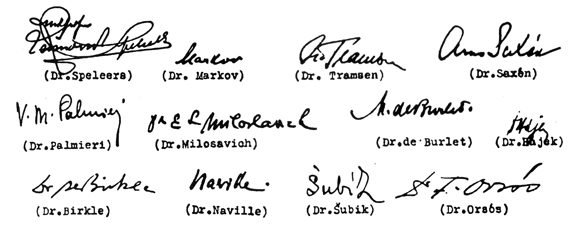
Podpisy członków komisji pod raportem końcowym

Międzynarodowa Komisja Lekarska (niem. Internationale Ärztekommission) – grupa lekarzy z dwunastu krajów, którzy na zaproszenie ministra zdrowia Rzeszy Niemieckiej Leonarda Contiego pod koniec kwietnia 1943 roku, badali zwłoki polskich oficerów rozstrzelanych w lesie niedaleko rosyjskiej wsi Katyń. Komisja doszła do wniosku, że masowe egzekucje miały miejsce wiosną 1940 roku, co wskazywało, że za zbrodnię odpowiada sowiecka tajna policja polityczna NKWD.

## Geneza
W lutym 1943 roku żołnierze Wehrmachtu znaleźli masowe groby z kilkoma tysiącami ciał polskich oficerów w lesie niedaleko rosyjskiej wsi Katyń pod Smoleńskiem. Gdy minister propagandy i oświecenia publicznego Joseph Goebbels dowiedział się o tym na początku kwietnia, zaproponował powołanie komisji lekarskiej, która miała odegrać centralną rolę w zleconej przez niego propagandowej kampanii katyńskiej. Miało to na celu wbicie klina w sojusz między zachodnimi aliantami a Związkiem Radzieckim pod rządami Stalina. Zagraniczni lekarze zaproszeni przez ministra Contiego mieli potwierdzić, że sowiecka tajna policja NKWD popełniła masowe mordy.
Niemieckie ministerstwo spraw zagranicznych otrzymało zadanie skłonienia profesorów medycyny, głównie z państw neutralnych, do wyjazdu do Katynia. Jednak starania niemieckich ambasad w Sztokholmie, Lizbonie i Ankarze w tym zakresie nie powiodły się. Natomiast w Madrycie profesor medycyny Antonio Piga przyjął zaproszenie, ale po przybyciu do Berlina otrzymał od ambasady hiszpańskiej polecenie, aby nie kontynuować podróży. Jako powód odwołania podał niemieckim gospodarzom nagłą chorobę i wrócił do Hiszpanii. Minister spraw zagranicznych Rzeszy Joachim von Ribbentrop nie uwierzył w to i polecił ambasadzie niemieckiej w Madrycie wyrazić swoje zaniepokojenie hiszpańskiemu rządowi odejściem Pigi z delegacji. Zapytany przez amerykańskich dyplomatów w 1952 roku Piga był zdania, że alianci wywarli na wiosnę 1943 roku presję na rząd hiszpański, aby wycofał go z komisji.

## Członkowie Komisji
Komisja, która początkowo została zakwaterowana w hotelu Adlon w Berlinie, liczyła dwunastu członków. Tylko jeden nie pochodził z państwa sojuszniczego lub okupowanego, a mianowicie ze Szwajcarii. Jedenastu z nich było profesorami, z których dziewięciu było specjalistami medycyny sądowej:
- Alexandru Birkle (Rumunia),
- Herman Maximilien de Burlet (Holandia),
- František Hájek (Protektorat Czech i Moraw),
- Marko Markow (Bułgaria),
- Eduard Miloslavić (Niepodległe Państwo Chorwackie),
- François Naville (Szwajcaria),
- Ferenc Orsós (Węgry),
- Vincenzo Mario Palmieri (Włochy),
- Arno Saxén (Finlandia),
- Reimond Speleers (Belgia),
- František Šubík (Słowacja),
- Helge Tramsen (Dania).

Francja Vichy wysłała w charakterze obserwatora głównego inspektora wojskowej służby medycznej, profesora medycyny André Costedoata. Wyjechał do Katynia z komisją lekarską, ale nie brał udziału w jej pracach. Premier Pierre Laval musiał osobiście nakazać mu podróż, ponieważ Costedoat początkowo się temu sprzeciwiał. Wcześniej Laval bezskutecznie prosił wybitnego koronera Charlesa Paula o udział w badaniach. Francuskie ministerstwo sprawiedliwości wysłało wiadomość do ambasady niemieckiej w Paryżu, że Paul odmówił bez podania przyczyny.

## Prace Komisji
Dwunastu ekspertów wybrało Węgra Ferenca Orsósa na swojego przewodniczącego, ponieważ nie tylko bardzo dobrze mówił po niemiecku, ale także po rosyjsku. W Smoleńsku, gdzie komisja przebywała od 28 do 30 kwietnia 1943 roku, opiekował się nią antynazista, podpułkownik Rudolf-Christoph von Gersdorff, oddelegowany tam z Grupy Armii Środek. W lesie katyńskim ekspert medycyny sądowej z Grupy Armii Środek, profesor Gerhard Buhtz wyjaśniał zagranicznym lekarzom przebieg ekshumacji. Poprosił każdego z lekarzy o wybranie zwłok do autopsji. Jednak Szwajcar Naville i Finn Saxén nie brali w nich udziału, a jedynie obserwowali śledztwo.
Naville i Bułgar Markow powiedzieli podpułkownikowi von Gersdorffowi, że nie mają żadnych wątpliwości co do sowieckiego sprawstwa. Słowak Šubík powiedział krakowskiemu biegłemu sądowemu Marianowi Wodzińskiemu, który kierował polską grupą ekspertów w Katyniu, że był dobrze poinformowany o niemieckich zbrodniach wojennych, ale w tym przypadku jest absolutnie pewny tego, że sprawcami są Sowieci.
Orsós użył również mikroskopu do zbadania próbek młodych sosen, które zostały posadzone nad masowymi grobami, aby je zakamuflować. Na podstawie pierścieni doszedł do wniosku, że mają pięć lat. Według Orsósa przebarwienie między drugim a trzecim słojem rocznym wykazało, że przeszczepiono je w 1940 roku.
Po zakończeniu śledztwa Duńczykowi Tramsenowi pozwolono zabrać czaszkę ofiary, którą zawiózł do Kopenhagi. Chorwat Miloslavić otrzymał również pozwolenie na dokładniejsze zbadanie czaszki z masowych grobów w swoim instytucie w Zagrzebiu.

## Raport Komisji
Raport końcowy komisji, napisany w Smoleńsku pod kierownictwem Ferenca Orsósa, nie zawierał bezpośredniego odniesienia do sprawców. Jako przyczynę śmierci podał tylko strzały w tył głowy. Stan rozkładu zwłok wskazywał, że znajdowały się one w ziemi co najmniej trzy lata, a zimowa odzież oraz brak ukąszeń komarów i larw owadów skłaniały do wniosku, że masowe groby zostały wykopane w okresie zimowym. Wszystkie dokumenty znalezione przy zmarłych pochodziły z zimy 1939/1940, a zebrane dowody, że egzekucje miały miejsce wiosną 1940 roku.
Dwunastu członków komisji podpisało końcowy raport w Smoleńsku. Fotograf osobno sfotografował stronę z podpisami. Później każdy członek komisji otrzymał kopię raportu, do tekstu dołączono zdjęcie z podpisami. Członkowie delegacji zgodzili się nie komentować tego. Po powrocie do Berlina Orsós przekazał raport ministrowi zdrowia Rzeszy Contiemu 4 maja 1943 roku. Niemieckie ministerstwo spraw zagranicznych zasugerowało zorganizowanie konferencji prasowej z lekarzami, ale Goebbels interweniował i napisał w swoim dzienniku: „Nie sądzę, aby było celowe wykorzystywanie uznanych na arenie międzynarodowej uczonych jako eksponatów naszej propagandy”. W tym samym roku centralne wydawnictwo NSDAP wydało publikację pod tytułem „Niemiecki urzędowy materiał w sprawie masowego mordu w Katyniu” (niem. Amtliches Material zum Massenmord von Katyn), wydany także w Polsce przez Instytut Pamięci Narodowej w roku 2020.
W Stanach Zjednoczonych i Wielkiej Brytanii raport Międzynarodowej Komisji Lekarskiej został oficjalnie zignorowany. Eksperci brytyjskiego Foreign Office w Londynie wskazywali w wewnętrznych raportach (podsumowanych w memorandum Butlera przez oficjalnie mianowanego historyka Rohana D’Oliera Butlera), że Ferenc Orsós był proniemiecki, a także antysemicki, przez co nie był wiarygodny.